# Brad Wright

Brad Wright es un escritor canadiense conocido por su trabajo en dos exitosas series de SciFi Channel: Stargate SG-1 y su spin-off, Stargate Atlantis. Él cocreó Stargate SG-1 con Jonathan Glassner. Robert C. Cooper cocreó y coprodujo Stargate Atlantis y Stargate Universe junto a Wright.
Antes del inicio de la franquicia Stargate trabajó como coproductor ejecutivo y escritor de The Outer Limits. También ha escrito guiones para muchas otras series de televisión incluyendo Neon Rider, Adventures of the Black Stallion, The Odyssey, Highlander, Madison y Poltergeist: The Legacy. En el 2016 creó la serie Travelers para Show case.
Ha aparecido dos veces en Stargate SG-1, como un ejecutivo del estudio en el episodio número 100, Wormhole X-Treme!, y como una parodia de Scotty de Star Trek durante una secuencia de fantasía en el episodio número 200 de la serie.
En abril de 2007, en reconocimiento a sus esfuerzos para promover el talento escritor canadiense, y para reconocer sus esfuerzos como la fuerza escritora creativa primaria en las series de Stargate, Wright presentó el discurso inaugural Showrunner Award durante los Premios a guionistas canadienses en Toronto. En julio del mismo año, ganó el Premio Constelación en la categoría Mejor de todos los guiones de Ciencia ficción en un filme o televisión de 2006, por el episodio de Stargate SG-1 titulado 200.
A finales de marzo de 2009, Wright fue nominado para un premio Nébula al mejor guion. La nominación fue por el episodio de la 5ª temporada de Stargate Atlantis The Shrine.
Wright coescribirá la tercera película de Stargate SG-1 con Carl Binder.

## Lista de episodios de Stargate escritos por Brad Wright

### Stargate SG-1
| Título                                | Temporada | Notas | Dirigido por      |
| ------------------------------------- | --------- | --- | ----------------- |
| "Children of the Gods" (Partes 1 y 2) | 1         | Escrito junto a Jonathan Glassner                                                                              | Mario Azzopardi   |
| "The Enemy Within"                    | 1         | | Dennis Berry      |
| "Solitudes"                           | 1         | | Martin Wood       |
| "Politics"                            | 1         | | Martin Wood       |
| "The Serpent's Lair"                  | 2         | | Jonathan Glassner |
| "The Gamekeeper"                      | 2         | Escrito junto a Jonathan Glassner                                                                              | Martin Wood       |
| "1969"                                | 2         | | Charles Correll   |
| "Out of Mind"                         | 2         | Escrito junto a Jonathan Glassner                                                                              | Martin Wood       |
| "Into the Fire"                       | 3         | | Martin Wood       |
| "Point of View"                       | 3         | Escrito junto a Jonathan Glassner & Robert C. Cooper & Tor Alexander Valenza                                   | Peter DeLuise     |
| "A Hundred Days"                      | 3         | | David Warry-Smith |
| "Crystal Skull"                       | 3         | Argumento por Jarrad Paul & Michael Greenburg                                                                  | Martin Wood       |
| "The Other Side"                      | 4         | | Peter DeLuise     |
| "2010"                                | 4         | | Andy Mikita       |
| "Prodigy"                             | 4         | Escrito junto a Joseph Mallozzi & Paul Mullie                                                                  | Peter DeLuise     |
| "Enemies"                             | 5         | Escrito junto a Joseph Mallozzi & Paul Mullie & Robert C. Cooper                                               | Martin Wood       |
| "Threshold"                           | 5         | | Peter DeLuise     |
| "2001"                                | 5         | | Peter DeLuise     |
| "Wormhole X-Treme"                    | 5         | Joseph Mallozzi & Paul Mullie                                                                                  | Peter DeLuise     |
| "Abyss"                               | 6         | | Martin Wood       |
| "Unnatural Selection"                 | 6         | Escrito junto a Robert C. Cooper                                                                               | Andy Mikita       |
| "The Challenging"                     | 6         | Escrito junto a Christopher Judge                                                                              | Martin Wood       |
| "Lifeboat"                            | 7         | | Peter DeLuise     |
| "Lost City" (Partes 1 & 2)            | 7         | Escrito junto a Robert C. Cooper                                                                               | Martin Wood       |
| "Moebius" (Partes 1 & 2)              | 8         | Escrito junto a Joseph Mallozzi & Paul Mullie & Robert C. Cooper                                               | Peter DeLuise     |
| "Beachhead"                           | 9         | | Brad Turner       |
| "Ripple Effect"                       | 9         | Escrito junto a Joseph Mallozzi & Paul Mullie                                                                  | Peter DeLuise     |
| "The Pegasus Project"                 | 10        | | Will Waring       |
| "200"                                 | 10        | Escrito junto a Robert C. Cooper & Joseph Mallozzi & Paul Mullie & Carl Binder & Martin Gero & Alan McCullough | Martin Wood       |
| "The Shroud                           | 10        | Escrito junto a Robert C. Cooper                                                                               | Andy Mikita       |

### Stargate Atlantis
| Título                  | Temporada | Notas                                            | Dirigido por      |
| ----------------------- | --------- | ------------------------------------------------ | ----------------- |
| "Rising" (Partes 1 & 2) | 1         | Escrito junto a Robert C. Cooper                 | Martin Wood       |
| "Hide and Seek"         | 1         | Escrito junto a Robert C. Cooper                 | David Warry-Smith |
| "Thirty-Eight Minutes"  | 1         |                                                  | Mario Azzopardi   |
| "Aurora"                | 2         | Escrito junto a Carl Binder                      | Martin Wood       |
| "Epiphany"              | 2         | Escrito junto a Joe Flanigan                     | Neal Fearnley     |
| "Irresistible"          | 3         | Escrito junto a Carl Binder and Robert C. Cooper | Martin Wood       |
| "Echoes"                | 3         | Escrito junto a Carl Binder                      | Will Waring       |
| "This Mortal Coil"      | 4         | Escrito junto a Joseph Mallozzi & Paul Mullie    | William Waring    |
| "The Shrine"            | 5         |                                                  | Andy Mikita       |

## Lista de episodios deThe Outer Limitsescritos por Brad Wright
| Título              | Temporada | Episodio | Notas                                     | Dirigido por              |
| ------------------- | --------- | -------- | ----------------------------------------- | ------------------------- |
| Blood Brothers      | 1ª        | 4        |                                           | Tibor Takacs              |
| The Coversion       | 1ª        | 13       | Basado en un relato                       | Rebecca De Mornay         |
| Quality of Mercy    | 1ª        | 14       |                                           | Brad Turner               |
| The Message         | 1ª        | 18       |                                           | Joseph Scanlan            |
| I, Robot            | 1ª        | 19       | Basado en un relato corto de Eando Binder | Adam Nimoy y Tabor Takacs |
| The Voice of Reason | 1ª        | 22       |                                           | Neil Fearnley             |
| Tryal by Fire       | 2ª        | 9        |                                           | Jonathan Glassner         |